# Лазар Самарџић
Лазар Вујадин Самарџић (Берлин, 24. фебруар 2002) је српски фудбалер. Игра на средини терена, а тренутно наступа за Аталанту. Члан је и репрезентације Србије.

## Каријера
Играо је за млађе категорије берлинске Херте. За први тим Херте дебитовао је 22. маја 2020. у берлинском дербију против Униона у немачкој Бундеслиги, заменивши Пера Шелбреда у 81. минуту; меч је завршен победом Херте резултатом 4:0.
Дана 8. септембра 2020. прешао је у РБ Лајпциг, потписавши петогодишњи уговор са клубом. Дана 5. августа 2021. прешао је у италијански клуб Удинезе и потписао петогодишњи уговор. Дана 18. августа 2024. прослеђен је на позајмицу у Аталанту, а 2025. године је трансфер потврђен и постао је стални играч.

## Репрезентација
Наступао је за млађе категорије репрезентације Немачке. Позван је да игра за сениорску репрезентацију Србије у квалификацијама за одлазак на Европско првенство 2024. године у Немачкој. Дебитовао је за Србију 24. марта 2023. године на утакмици са Литванијом у квалификацијама за ЕП када је ушао је на терен у 72. минуту уместо Душана Тадића. Играо је за национални тим на Европском првенству 2024. у Немачкој.
Свој први гол за репрезентацију постигао је против Аустрије у баражу за опстанак у А дивизији Лиге Нација.